# Canaan (Connecticut)
Canaan è un comune di 1.101 abitanti degli Stati Uniti d'America, situato nella Contea di Litchfield nello Stato del Connecticut.